# Miracle
Miracle är en amerikansk verklighetsbaserad långfilm som hade biopremiär i USA den 6 februari 2004, producerad av Walt Disney Pictures. Handlingen bygger på händelsen som fått namnet "miracle on ice" och skildrar när USA blev olympiska ishockeymästare 1980.

## Handling
Ingen tror att USA:s nye hockeycoach Herb Brooks (Kurt Russell) kommer att lyckas när han presenterar sitt OS-team till olympiska vinterspelen 1980 i Lake Placid. Brooks brinner för den omöjliga idén att av ett gäng collegegrabbar skapa ett lag som kan besegra Sovjetunionens oslagbara hockeymaskin. Den tuffe USA-coachen drillar sina spelare till yttersta gränsen. Sakta men säkert växer ett hockeylag fram, som vinner matcher och till slut uträttar ett mirakel och senare tar OS-guld.

## Medverkande
| Skådespelare           | Rollfigur       |
| ---------------------- | --------------- |
| Kurt Russell           | Herb Brooks     |
| Patricia Clarkson      | Patti Brooks    |
| Noah Emmerich          | Craig Patrick   |
| Sean McCann            | Walter Bush     |
| Kenneth Welsh          | Doc Nagobads    |
| Eddie Cahill           | Jim Craig       |
| Patrick O'Brien Demsey | Mike Eruzione   |
| Michael Mantenuto      | Jack O'Callahan |

### Fotnoter
1. ↑  ”Miracle”. Box Office Mojo. 6 februari 2004. http://www.boxofficemojo.com/movies/?id=miracle04.htm. Läst 11 september 2016.